# 白沙小赤村呂石硓古宅
白沙小赤村呂石硓古宅，是位於台灣澎湖縣白沙鄉小赤村的宅第建築，於2013年1月8日登錄澎湖縣歷史建築。

## 歷史
臺灣白沙鄉小赤村先民多源自金門，呂石硓古宅為呂家創建，開闢時代則早於澎湖白沙鄉商人張百萬活躍時期，另其宅主呂石硓先生為該時代背景的地區性代表性人物，而後壁溝是張百萬到瓦硐運貨物的牛車路必經之地，更因而傳出赤崁村民呂石硓一家因張百萬的牛車隊搬運建材，造成呂家出入不便及影響安寧而告至衙門，演變成在吼門一起拿銀元來丟的炫富比賽，何者放棄拋擲銀元就算輸，最後則是張百萬勝利的丟龍銀傳說。
呂家古宅於近代建造，戰後時期，曾一度任其頹圮，2013年，呂石硓古宅獲澎湖縣政府文化局登錄為澎湖縣歷史建築，隨即在2019年進行整修工程，並在2020年修復完成，當前則閒置使用。

## 建築設計
呂石硓古宅為澎湖白沙地區傳統民宅建築，當前形式完整，屬「一落四櫸頭」建築格局，建築周圍則有作為曬穀場的外埕、水井、澎湖菜宅，後有靠山等地形，建築物材料的使用包括硓𥑮石，玄武岩、土墼磚等早期建材，過去正立面曾遭受水泥覆蓋，但原貌尚保留在下方，當前則已經復原。

## 外部連結
- 呂石硓古宅 - 澎湖知識服務平台 （页面存档备份，存于）
- 呂石硓古宅- 文化部iCulture-文化空間 （页面存档备份，存于）
- 呂石硓古宅  — 文化資源地理資訊系統 （页面存档备份，存于）